# Mignaloux-Beauvoir

Mignaloux-Beauvoir este o comună în departamentul Vienne, Franța. În 2009 avea o populație de 3,998 de locuitori.